# Liste von Autoren/P

## Pa
Gert von Paczensky (1925–2014), deutscher Journalist und Schriftsteller
Susanne von Paczensky (1923–2010), deutsche Sachbuchautorin
Krzysztof Paczuski (1956–2004), polnischer Lyriker
Tarcísio Padilha (1928–2021), brasilianischer Philosoph
Heberto Padilla (1932–2000), kubanischer Dichter
Thomas de Padova (* 1965), deutscher Wissenschaftsjournalist und Schriftsteller
Elifius Paffrath (1942–2016), deutscher Theaterwissenschaftler, Dramatiker und Hörspielautor
Camille Paglia (* 1947), US-amerikanische Kulturwissenschaftlerin und Autorin
Marcel Pagnol (1895–1974), französischer Schriftsteller
Boris Pahor (1913–2022), slowenischsprachiger Schriftsteller
Teuvo Pakkala (1862–1925), finnischer Schriftsteller
Chuck Palahniuk (* 1962), US-amerikanischer Schriftsteller
Josep Palau i Fabre (1917–2008), spanischer Schriftsteller und Kunstkritiker
Aldo Palazzeschi (1885–1974), italienischer Schriftsteller und Lyriker
Grace Paley (1922–2007), US-amerikanische Schriftstellerin
Reinhard Palm (1957–2014), österreichischer Autor, Übersetzer und Dramaturg
Connie Palmen (* 1955), niederländische Schriftstellerin
Lilli Palmer (1914–1986), deutsche Schauspielerin und Autorin
Orhan Pamuk (* 1952), türkischer Schriftsteller
Leif Panduro (1923–1977), dänischer Schriftsteller
Oskar Panizza (1853–1921), deutscher Schriftsteller
Wolfhart Pannenberg (1928–2014), deutscher evangelischer Theologe und Autor
Christopher Paolini (* 1983), US-amerikanischer Autor
Walter Papst (1924–2008), deutscher Designer und Schriftsteller
Peter Paret (1924–2020), US-amerikanischer Historiker und Autor
Sara Paretsky (* 1947), US-amerikanische Schriftstellerin
Edith Pargeter (1913–1995), britische Schriftstellerin (Ellis Peters)
Paul Parin (1916–2009), Schweizer Ethno-Psychoanalytiker und Schriftsteller
Goffredo Parise (1929–1986), italienischer Schriftsteller und Journalist
Park Kyung-ni (1926–2008), südkoreanische Schriftstellerin
Park Min-gyu (* 1968), südkoreanischer Schriftsteller
Robert B. Parker (1932–2010), US-amerikanischer Schriftsteller
Stewart Parker (1941–1988), nordirischer Schriftsteller
Blaise Pascal (1623–1662), französischer Schriftsteller
Wiktor Paskow (1949–2009), bulgarischer Schriftsteller
Fernando del Paso (1935–2018), mexikanischer Schriftsteller und Dichter
Pier Paolo Pasolini (1922–1975), italienischer Schriftsteller und Filmregisseur
Kathrin Passig (* 1970), deutsche Schriftstellerin, Essayistin, Übersetzerin, …
Boris Pasternak (1890–1960), russischer Schriftsteller
Oskar Pastior (1928–2006), deutscher Schriftsteller
Susann Pásztor (* 1957), deutsche Schriftstellerin und Übersetzerin
James Patterson (* 1947), US-amerikanischer Schriftsteller
Cindy Patton (* 1956), US-amerikanische Schriftstellerin
Kurt Pätzold (1930–2016), deutscher Historiker und Autor
Jean Paul, eigentlich: Jean Paul Richter (1763–1825), deutscher Schriftsteller
Steven Paulsen (* 1955), australischer Schriftsteller
Birgit Pausch (* 1942), deutsche Autorin
Randy Pausch (1960–2008), US-amerikanischer Autor
Gudrun Pausewang (1928–2020), deutsche Schriftstellerin
Jean-Jacques Pauvert (1926–2014), französischer Verleger und Autor
Cesare Pavese (1908–1950), italienischer Schriftsteller
Pavao Pavličić (* 1946), kroatischer Schriftsteller
Miodrag Pavlović (1928–2014), serbischer Dichter, Schriftsteller, Dramaturg und Lektor
Henning Pawel (1944–2022), deutscher Schriftsteller
Anna Pawełczyńska (1922–2014), polnische Soziologin und Autorin

## Pe
Philippa Pearce (1920–2006), britische Schriftstellerin
Dale Peck (* 1967), US-amerikanischer Schriftsteller
Christiern Pedersen (ca. 1480–1554), dänischer Schriftsteller
Wolfgang Pehnt (1931–2023), deutscher Architekturhistoriker, -kritiker und -theoretiker
Michael Peinkofer (* 1969), deutscher Autor, Filmjournalist und Übersetzer
Ulrich Peltzer (* 1956), deutscher Schriftsteller
Mark Pendergrast (* 1948), US-amerikanischer Journalist, Sach- und Kinderbuchautor
Sandro Penna (1906–1977), italienischer Dichter und Erzähler
Ernst Penzoldt (1892–1955), deutscher Schriftsteller
Walker Percy (1916–1990), US-amerikanischer Schriftsteller
William Armstrong Percy (1933–2022), US-amerikanischer Schriftsteller und Historiker
Georges Perec (1936–1982), französischer Schriftsteller
Cristina Peri Rossi (* 1941), uruguayisch-spanische Schriftstellerin
Dieter Perlowski (* 1950), deutscher Schriftsteller
Gilles Perrault (1931–2023), französischer Schriftsteller
Stan Persky (1941–2024), kanadischer Schriftsteller und Medienkommentator
Christer Persson (* 1943), schwedischer Schriftsteller
Leo Perutz (1882–1957), österreichischer Schriftsteller
Nossrat Peseschkian (1933–2010), iranisch-deutscher Psychotherapeut und Autor
Johann Heinrich Pestalozzi (1746–1827), deutscher Schriftsteller
Žarko Petan (1929–2014), slowenischer Schriftsteller
Elizabeth Peters (1927–2013), US-amerikanische Krimi-Schriftstellerin
Julie Anne Peters (1952–2023), US-amerikanische Jugendbuchautorin
Jochen Petersdorf (1934–2008), deutscher Satiriker
Jan Petersen (1906–1969), deutscher Schriftsteller
Jens Petersen (* 1976), deutscher Schriftsteller
Hans Peterson (1922–2022), schwedischer Autor
Vladislav Petković Dis (1880–1917), serbischer Dichter
Francesco Petrarca (1304–1374), italienischer Schriftsteller
Horst Petri (1936–2022), deutscher Psychoanalytiker und Autor
Waleri Petrow (1920–2014), bulgarischer Schriftsteller und Übersetzer
Per Petterson (* 1952), norwegischer Schriftsteller
Rudolf Peyer (1929–2017), Schweizer Schriftsteller und Übersetzer
Roger Peyrefitte (1907–2000), französischer Schriftsteller

## Pf
William Pfaff (1928–2015), US-amerikanischer Autor und Publizist
Justus Pfaue (1942–2014), deutscher Schriftsteller und Drehbuchautor
Erich Pfefferlen (* 1952), deutscher Schriftsteller
Hans Pfeiffer (1925–1998), deutscher Schriftsteller
Ferdinand Pfohl (1862–1949), deutscher Schriftsteller

## Ph
Hermes Phettberg (1952–2024), österreichischer Autor
Peter Philipp (1971–2014), deutscher Schriftsteller und Kabarettist
Susan Elizabeth Phillips (* 1948), US-amerikanische Roman-Autorin

## Pi
Jean Piaget (1896–1980), Schweizer Entwicklungspsychologe und Autor
Felice Picano (1944–2025), US-amerikanischer Schriftsteller
Othmar Pickl (1927–2008), österreichischer Historiker und Autor
Jodi Picoult (* 1967), US-amerikanische Schriftstellerin
Rosamunde Pilcher (1924–2019), britische Autorin von Liebesromanen
Volker Elis Pilgrim (1942–2022), deutscher Schriftsteller
Doris Pilkington (1937–2014), aborigene Schriftstellerin aus Australien
Pindar (522/518 – um 442 v. Chr.), griechischer Schriftsteller
Claudia Piñeiro (* 1960), argentinische Schriftstellerin
Ramiro Pinilla (1923–2014), spanischer Schriftsteller
Heinz-Jürgen Pinnow (1925–2016), deutscher Linguist und Ethnologe
Harold Pinter (1930–2008), britischer Schriftsteller, Nobelpreis 2005
Heinz Piontek (1925–2003), deutscher Schriftsteller
Robert B. Pippin (* 1948), US-amerikanischer Philosoph
Luigi Pirandello (1867–1936), italienischer Schriftsteller, Nobelpreis 1934
Akif Pirinçci (* 1959), türkisch-deutscher Schriftsteller
Liaty Pisani (* 1950), italienische Schriftstellerin
Pitigrilli (d. i. Dino Segre; 1893–1975), italienischer Schriftsteller
Siegfried Pitschmann (1930–2002), deutscher Schriftsteller
Ruth Pitter (1897–1992), britische Dichterin
Hermann Peter Piwitt (* 1935), deutscher Schriftsteller

## Pl
Arno Plack (1930–2012), deutscher Philosoph und Schriftsteller
Hermann Plahn (1865–?), deutscher Schriftsteller
Belva Plain (1915–2010), US-amerikanische Schriftstellerin
Richard Plant (1910–1998), deutsch-US-amerikanischer Schriftsteller
Jannis Plastargias (* 1975), deutsch-griechischer Schriftsteller
August Graf von Platen (1796–1835), deutscher Schriftsteller
Alan Plater (1935–2010), britischer Schriftsteller
Sylvia Plath (1932–1963), US-amerikanische Lyrikerin und Prosaautorin
Platon (427–347 v. Chr.), griechischer Schriftsteller
Titus Maccius Plautus (250–184 v. Chr.), römischer Schriftsteller
Ulrich Plenzdorf (1934–2007), deutscher Schriftsteller
Thomas Pletzinger (* 1975), deutscher Schriftsteller
Peter Plichta (* 1939), deutscher Chemiker und Schriftsteller
Gaius Secundus Plinius, auch: Plinius der Ältere (23/24–79), römischer Schriftsteller
Gaius Plinius Caecilius Secundus, auch: Plinius der Jüngere (61–113), römischer Schriftsteller
Jürgen Ploog (1935–2020), deutscher Schriftsteller und Publizist
Plotin (um 205–um 270), griechischer Schriftsteller
Benno Pludra (1925–2014), deutscher Kinder- und Jugendbuch-Autor
Erika Pluhar (* 1939), österreichische Schriftstellerin und darstellende Künstlerin
Plutarch (um 45–nach 120), griechischer Schriftsteller

## Po
J. G. A. Pocock (1924–2023), neuseeländischer Historiker und Politologe
Erich Friedrich Podach (1894–1967), ungarisch-deutscher Literaturwissenschaftler und Ethnologe
Norbert Podewin (1935–2014), deutscher Historiker, Biograf und Essayist
Edgar Allan Poe (1809–1849), US-amerikanischer Schriftsteller
Otto Pöggeler (1928–2014), deutscher Philosoph und Autor
Frederik Pohl (1919–2013), US-amerikanischer Science-Fiction-Autor
Ilse Pohl (1907–2010), deutsche Schriftstellerin
Wolfgang Pohrt (1945–2018), deutscher politischer Publizist
Paul Polansky (1942–2021), US-amerikanischer Lyriker und Sachbuchautor
Alfred Polgar (1873–1955), österreichischer Schriftsteller
Anna Politkowskaja (1958–2006), russische Essayistin
John Polkinghorne (1930–2021), britischer Physiker und Theologe
Wolfgang Pollanz (* 1954), österreichischer Schriftsteller
Jean-Bertrand Pontalis (1924–2013), französischer Psychoanalytiker und Schriftsteller
Claude Ponti (* 1948), französischer Kinderbuch-Illustrator und Schriftsteller
Giuseppe Pontiggia (1934–2003), italienischer Schriftsteller
Alexander Pope (1688–1744), englischer Schriftsteller
Jewgeni Popow (* 1946), russischer Schriftsteller
Steffen Popp (* 1978), deutscher Dichter, Schriftsteller und Übersetzer
Bernhard Pörksen (* 1969), deutscher Medienwissenschaftler und Autor
Katherine Anne Porter (1890–1980), US-amerikanische Schriftstellerin
Peter Porter (1929–2010), australischstämmiger britischer Dichter
Hugo Portisch (1927–2021), österreichischer Journalist und Buchautor
Alan Posener (* 1949), britisch-deutscher Journalist und Biograf
Julius Posener (1904–1996), deutscher Architekturhistoriker und -kritiker
Karl Postl, bekannt als Charles Sealsfield (1793–1864), deutscher Schriftsteller
Neil Postman (1931–2003), US-amerikanischer Essayist
Ezra Pound (1885–1972), US-amerikanischer Dichter
Anthony Powell (1905–2000), britischer Schriftsteller

## Pr
Peter Prange (* 1955), deutscher Schriftsteller
Heribert Prantl (* 1953), deutscher Journalist und Essayist
Terry Pratchett (1948–2015), britischer Schriftsteller
Vasco Pratolini (1913–1991), italienischer Schriftsteller
Minnie Bruce Pratt (1946–2023), US-amerikanische Schriftstellerin
Rosa von Praunheim (* 1942), deutscher Schriftsteller und Filmregisseur
Ruth Prawer Jhabvala (1927–2013), britische Schriftstellerin
Albert Precht (1947–2015), österreichischer Sachbuchautor
Richard David Precht (* 1964), deutscher Schriftsteller und Philosoph
Thomas Pregel (* 1977), deutscher Schriftsteller
François Maher Presley (* 1961), deutscher Autor
Mirjam Pressler (1940–2019), deutsche Schriftstellerin und Übersetzerin
John Preston (1945–1994), US-amerikanischer Autor
Andreas Pretzel (* 1961), deutscher Kulturhistoriker und Autor
Otfried Preußler (1923–2013), deutscher Schriftsteller
Costanzo Preve (1943–2013), italienischer Philosoph und Autor
Anthony Price (1928–2019), britischer Schriftsteller
Reynolds Price (1933–2011), US-amerikanischer Schriftsteller
Gerhard Priesemann (1925–2011), deutscher Lyriker
John Boynton Priestley (1894–1984), englischer Schriftsteller
Anatoli Pristawkin (1931–2008), russischer Schriftsteller
Gert Prokop (1932–1994), deutscher Schriftsteller
Rüdiger Proske (1916–2010), deutscher Journalist und Buchautor
Annie Proulx (* 1935), kanadisch-US-amerikanische Schriftstellerin
Marcel Proust (1871–1922), französischer Schriftsteller

## Ps
Alexander Pschera (* 1964), deutscher Autor, Publizist und Übersetzer

## Pu
Hermann von Pückler-Muskau (1785–1871), deutscher Schriftsteller
Manuel Puig (1932–1990), argentinischer Schriftsteller
James Purdy (1914–2009), US-amerikanischer Schriftsteller
Alexander Sergejewitsch Puschkin (1799–1837), russischer Schriftsteller
Hilary Putnam (1926–2016), US-amerikanischer Philosoph und Autor
Jesco von Puttkamer (1933–2012), deutschstämmiger Autor
Reiner Putzger (* 1940), deutscher Schriftsteller und Sprecherzieher
Mario Puzo (1920–1999), US-amerikanischer Schriftsteller

## Py
Thomas Pynchon (* 1937), US-amerikanischer Schriftsteller